# Olga Nazarova
Olga Vladimirovna Nazarova (ryska: Ольга Владимировна Назарова), född 1 juni 1965, är en rysk före detta friidrottare som under 1980-talet och 1990-talet tävlade på 400 meter för Sovjetunionen.
Nazarovas första mästerskap blev VM 1987 i Rom där hon sprang andra sträckan i det sovjetiska stafettlag som slutade på andra plats efter Östtyskland. Individuellt sprang hon 400 meter men slutade sist i finalen. 
Vid Olympiska sommarspelen 1988 i Seoul blev det brons individuellt efter Olga Vladikina-Brizgina och Petra Schersing. Däremot blev det guld i stafett, en tävling där Sovjetunionen slog Östtysklands "omöjliga" världsrekord. Tiden 3.15,17 gäller fortfarande som världsrekord. 
Vid VM 1991 var Nazarova med endast i det sovjetiska stafettlag som vann guld. Vid OS 1992 i Barcelona blev det återigen guld i stafett - individuellt slutade hon på en fjärde plats, fyra hundradelar från bronsplatsen.
Nazarova har inte tagit medalj i EM utomhus eller i något inomhusmästerskap.